# طائر البرق
طائر البرق هو مخلوق من تراث قبائل جنوب إفريقيا بما في ذلك قبائل البوندو والزولو والكوسيين.